# Käärdi
Käärdi is een plaats in de Estlandse gemeente Elva, provincie Tartumaa. De plaats heeft de status van groter dorp of ‘vlek’ (Estisch: alevik) en telt 477 inwoners (2021).
De plaats lag tot in oktober 2017 in de gemeente Rõngu. In die maand ging Rõngu op in de gemeente Elva.
Käärdi ligt ca. 2 km ten zuiden van Elva, de hoofdplaats van de gemeente.

## Geschiedenis
Käärdi ontstond in 1977 door een samenvoeging van de dorpen Kaseküla en Leivaste. Leivaste werd al genoemd in 1582 en behoorde tot het landgoed van Uderna.
In de jaren 1945-1992 was de grond rond Kaseküla en Leivaste, en later Käärdi, in handen van de sovchoz van Elva.